# Cloralhidrat
Cloralhidratul este un diol geminal cu formula chimică C2H3Cl3O2. Este un solid incolor care era folosit în trecut ca medicament cu efect sedativ și hipnotic. Utilizările sale în prezent sunt cele de precursor în sinteza chimică. Este derivat de la cloral (tricloroacetaldehidă), printr-o reacție de adiție de apă.
Cloralhidratul a fost descoperit în anul 1832 de către Justus von Liebig, care a realizat o reacție de clorurare a etanolului. Primele informații referitoare la proprietățile sale sedative au fost publicate în 1869 iar ulterior, datorită sintezei sale ușoare, a fost utilizat pe larg.

## Obținere
Cloralhidratul se obține în urma reacției dintre clor și etanol în mediu acid. În mediu alcalin are loc o reacție haloformă, când are loc descompunerea clorahidratului la cloroform.
4 Cl2 + C2H5OH + H2O → Cl3CCH(OH)2 + 5 HCl
De asemenea, o cantitate mică de cloralhidrat se regăsește în apele clorurate.